# Curt Frenzel Stadion
Le Curt Frenzel Stadion est une patinoire située à Augsbourg en Allemagne. 

## Description
Elle ouvre en 1936.
La patinoire accueille notamment l'équipe de hockey sur glace du Augsburger Panther de la DEL. En 1971, elle prend le nom de Curt Frenzel, président du club mort en 1970. La patinoire a une capacité de 6 218 spectateurs.